# Chad Trujillo
| Odkryte planetoidy: 66                 | Odkryte planetoidy: 66 |
| -------------------------------------- | ---------------------- |
| (15874) 1996 TL66                      | 9 października 1996    |
| (15875) 1996 TP66                      | 11 października 1996   |
| (15883) 1997 CR29                      | 3 lutego 1997          |
| (19308) 1996 TO66                      | 12 października 1996   |
| (20161) 1996 TR66                      | 8 października 1996    |
| (24952) 1997 QJ4                       | 28 sierpnia 1997       |
| (24978) 1998 HJ151                     | 28 kwietnia 1998       |
| (26375) 1999 DE9                       | 20 lutego 1999         |
| (33001) 1997 CU29                      | 6 lutego 1997          |
| (50000) Quaoar                         | 4 czerwca 2002         |
| (59358) 1999 CL158                     | 11 lutego 1999         |
| (60608) 2000 EE173                     | 3 marca 2000           |
| (65489) Ceto                           | 22 marca 2003          |
| (66652) Borasisi                       | 8 września 1999        |
| (79360) Sila-Nunam                     | 3 lutego 1997          |
| (79969) 1999 CP133                     | 11 lutego 1999         |
| (79978) 1999 CC158                     | 15 lutego 1999         |
| (79983) 1999 DF9                       | 20 lutego 1999         |
| (84719) 2002 VR128                     | 3 listopada 2002       |
| (90377) Sedna                          | 14 listopada 2003      |
| (90482) Orkus                          | 17 lutego 2004         |
| (91554) 1999 RZ215                     | 8 września 1999        |
| (118228) 1996 TQ66                     | 8 października 1996    |
| (119951) 2002 KX14                     | 17 maja 2002           |
| (120178) 2003 OP32                     | 26 lipca 2003          |
| (120348) 2004 TY364                    | 3 października 2004    |
| (126154) 2001 YH140                    | 18 grudnia 2001        |
| (126155) 2001 YJ140                    | 20 grudnia 2001        |
| (129746) 1999 CE119                    | 10 lutego 1999         |
| (134568) 1999 RH215                    | 7 września 1999        |
| (136199) Eris                          | 21 października 2003   |
| (136472) Makemake                      | 31 marca 2005          |
| (137294) 1999 RE215                    | 7 września 1999        |
| (137295) 1999 RB216                    | 8 września 1999        |
| (148112) 1999 RA216                    | 8 września 1999        |
| (168700) 2000 GE147                    | 2 kwietnia 2000        |
| (175113) 2004 PF115                    | 7 sierpnia 2004        |
| (181867) 1999 CV118                    | 10 lutego 1999         |
| (181868) 1999 CG119                    | 11 lutego 1999         |
| (181871) 1999 CO153                    | 12 lutego 1999         |
| (181902) 1999 RD215                    | 6 września 1999        |
| (208996) Achlys                        | 13 stycznia 2003       |
| (250112) 2002 KY14                     | 19 maja 2002           |
| (307251) 2002 KW14                     | 15 maja 2002           |
| (307261) Máni                          | 19 czerwca 2002        |
| (341520) Mors-Somnus                   | 14 października 2007   |
| (385201) 1999 RN215                    | 7 września 1999        |
| (385571) Otrera                        | 16 października 2004   |
| (385695) Clete                         | 8 października 2005    |
| (415720) 1999 RU215                    | 7 września 1999        |
| (469306) 1999 CD158                    | 10 lutego 1999         |
| (471143) Dziewanna                     | 13 marca 2010          |
| (471165) 2010 HE79                     | 21 kwietnia 2010       |
| (471921) 2013 FC28)                    | 17 marca 2013          |
| (503858) 1998 HQ151                    | 28 kwietnia 1998       |
| (508792) 2000 FX53                     | 31 marca 2000          |
| (523597) 2002 QX47)                    | 26 sierpnia 2002       |
| (523899) 1997 CV29                     | 6 lutego 1997          |
| (523983) 1999 RY214                    | 6 września 1999        |
| (532037) 2013 FY27)                    | 17 marca 2013          |
| (532038) 2013 FB28)                    | 17 marca 2013          |
| (541132) Leleākūhonua                  | 13 października 2015   |
| (547375) 2010 PC88)                    | 3 listopada 2013       |
| (560552) 2015 GO50                     | 13 kwietnia 2015       |
| (578834) 2014 GF54                     | 8 maja 2013            |
| (613100) 2005 TN74                     | 8 października 2005    |
| 1. 2. 3. 4. 5. 6. 7. 8. 9. 10. 11. 12. |                        |

Chadwick (Chad) A. Trujillo (ur. 22 listopada 1973) – amerykański astronom.
Tytuł doktora w dziedzinie astronomii uzyskał w 2000 roku na Uniwersytecie Hawajskim, po czym zatrudnił się w California Institute of Technology. Od 2003 roku pracował w Obserwatorium Gemini North na Hawajach, a od 2016 roku jako assistant professor (odpowiednik polskiego adiunkta) na Uniwersytecie Północnej Arizony.
Jest współodkrywcą 66 planetoid, głównie obiektów transneptunowych. Najważniejsze z nich to planeta karłowata Eris (którą uważano przez pewien czas za dziesiątą planetę, gdyż to pierwszy znany obiekt transneptunowy o wielkości zbliżonej do Plutona) oraz Sedna (być może pierwszy znany obiekt wewnętrznej części Obłoku Oorta). W 2014 roku współodkrył także kometę C/2014 F3 (Sheppard-Trujillo), a w 2018 roku kometę P/2018 V5 (Trujillo-Sheppard).
Trujillo zajmuje się analizą komputerową uzyskanych za pomocą teleskopów obrazów nieba. Interesuje go głównie zewnętrzny Układ Słoneczny, zwłaszcza obiekty transneptunowe.
W uznaniu jego pracy jedną z planetoid nazwano (12101) Trujillo.